# Valdovecaria bradyrrhoella
Valdovecaria bradyrrhoella är en fjärilsart som beskrevs av Hans Zerny 1927. Valdovecaria bradyrrhoella ingår i släktet Valdovecaria och familjen mott. Inga underarter finns listade i Catalogue of Life.